# Hippotion butleri
Hippotion butleri là một loài bướm đêm thuộc họ Sphingidae, chi Hippotion.